# Satmar (școală rabinică)

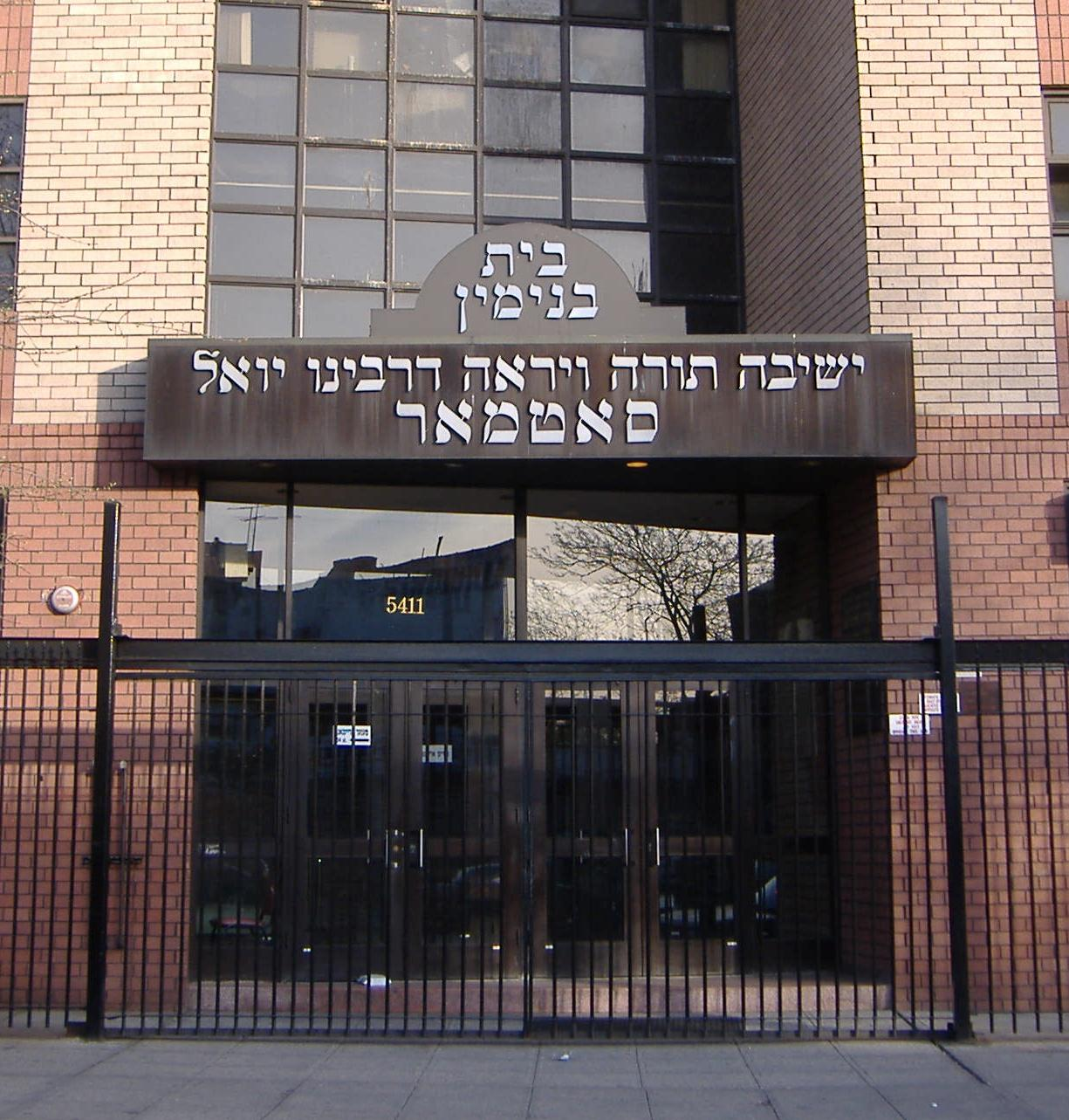
Școala (ieșiva) Satmar din Brooklyn

Satmar (în ebraică סאטמאר) este o școală rabinică de tradiție hasidică înființată în anul 1905 la Satu Mare de rabinul Joel Teitelbaum (1887-1979).

## Reprezentanți
- Moshe Teitelbaum (1914-2006)

## Galerie de imagini

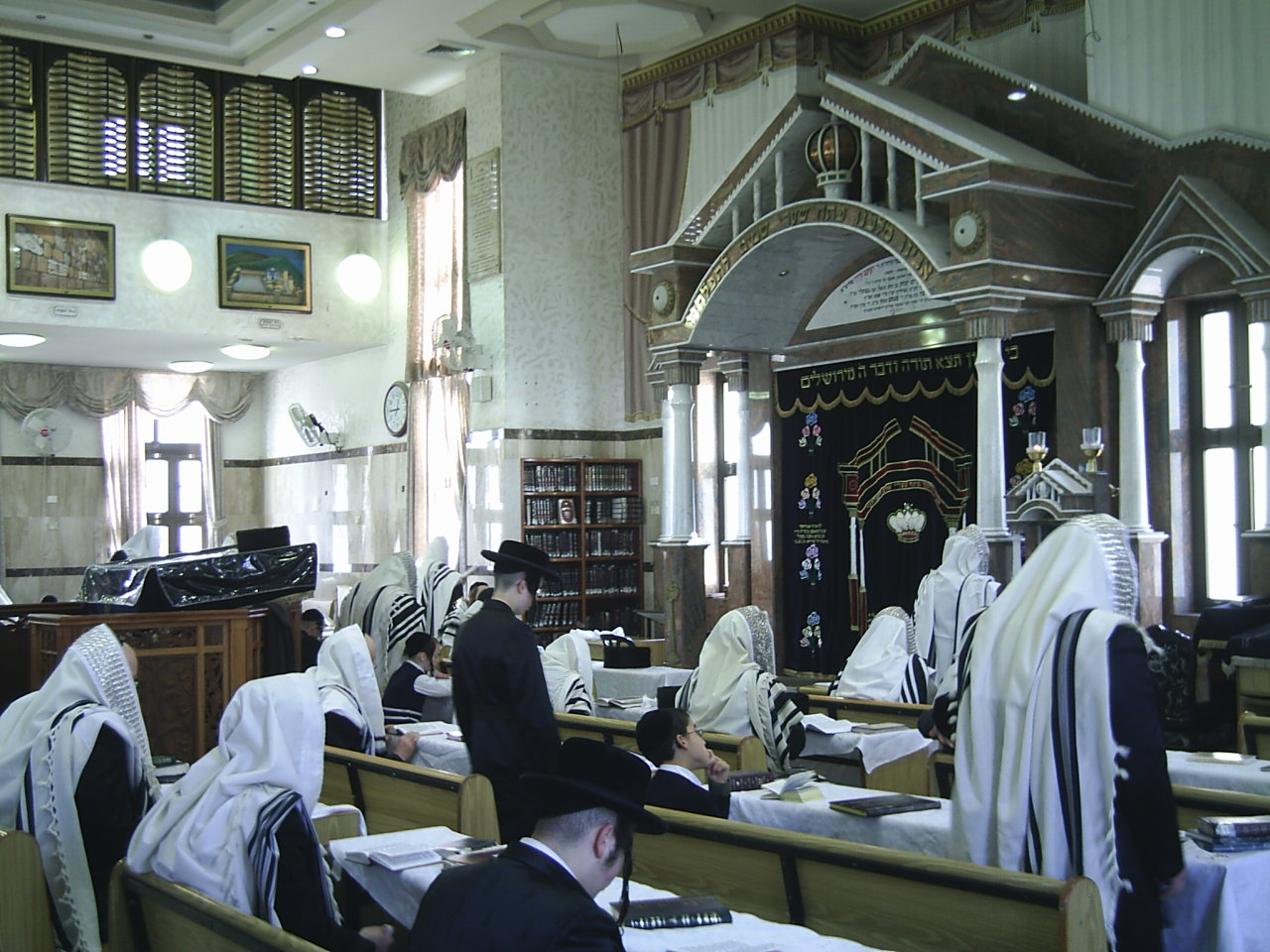
Sinagoga Satmar din Ierusalim